# Krščenovec
Krščenovec is een plaats in de gemeente Breznički Hum in de Kroatische provincie Varaždin. De plaats telt 171 inwoners (2001).